# Sonique (lecteur audio)
Pour les articles homonymes, voir Sonique.
Sonique est un lecteur audio notamment dévolu à la lecture de fichiers MP3 qui fut la propriété de Lycos. Son développement est aujourd’hui délaissé.